# 陈延明
陈延明（1945年10月—），男，山东昌邑人，中华人民共和国政治人物。中共山东省委党校干部专修科毕业，中央党校经济管理专业在职研究生学历。

## 生平
1965年加入中国共产党。历任中共潍坊市寒亭区委副书记，诸城县委副书记、县长、市委副书记、市长、市委书记，聊城地委委员、行署副专员、地委副书记、专员、地委书记等职。1997年12月任山东省省长助理，次年4月当选山东省人民政府副省长，2003年1月连任，2006年12月任山东省人大常委会副主任，2008年2月卸任。